# Bystuga

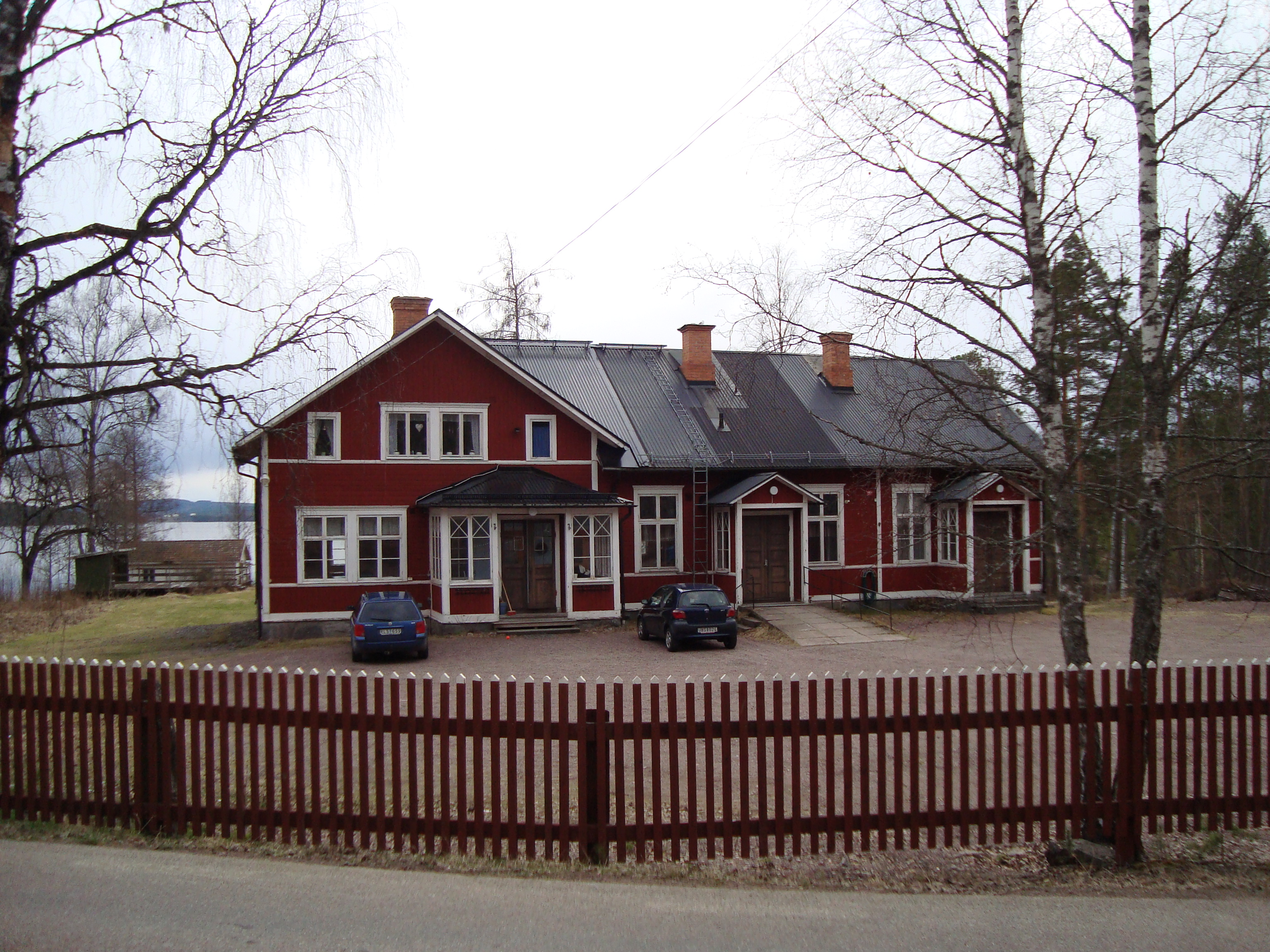
Österå bystuga, Dalarna, byggd 1977.

En bystuga är en gemensamt ägd stuga i en by, som ofta används för byalagets möten eller aktiviteter. Många äldre bystugor finns i Dalarna, där byarna aldrig splittrades i samband med enskiftet. 
I södra Sverige, där många byalag återskapats sedan 1970-talet, har även bystugor byggts eller köpts in under de senaste decennierna.
Bystugan kan ses som ett exempel på en kollektiv nyttighet.